# Canmore, Alberta
Canmore är en stad i provinsen Alberta i Kanada. Den ligger i Bow Valley.

## Historia
Canmore namngavs officiellt 1884 av Donald A. Smith från Canadian Pacific Railway. 1886 gav Storbritanniens och de brittiska koloniernas drottning Victoria kolgruvrättigheter till staden och den första gruvan i trakten öppnades 1887.
Mot 1890-talet började polisstyrkan North West Mounted Police ha en barack vid Main Street, men den övergavs 1927. Byggnaden renoverades 1989 och togs över av Canmore Museum and Geoscience Centre.
Kolgruvindustrin i Canmore växte sig stark under 1900-talet. 1965, med en befolkning på 2 000 personer, blev Canmore stad. Under 1970-talet minskade efterfrågan på kol och 1979 avbröt företaget Canmore Mines Ltd. brytningarna.

## Sport
Ett lokalt lag i Alberta Junior Hockey League finns, Canmore Eagles. 2001 draftades Canmore Eagles målvakt "Double Blocker" Dan Blackburn till National Hockey League för att spela för New York Rangers. Namnet "Double Blocker" kommer från hans tid i Victoria Salmon Kings, där han brukade använda två plockhandskar.
Vid olympiska vinterspelen 1988 anordnades tävlingar i nordisk skidsport i Canmore och världsmästerskapen i skidskytte 1994 anordnades också på orten. Det blev också arrangerat världscupen i längdåkning i Canmore säsongen 2005/06 och säsongen 2007/08.
Den 22 februari 2006 vann Chandra Crawford från Canmore guldmedalj i damernas 1,1-kilometerssprintlopp i längdskidåkning vid olympiska vinterspelen 2006 i Turin i Italien.
Canmore United är ett populärt och framgångsrikt fotbollslag, som spelar i Bow Valley Soccer League.